# Oxytate
Oxytate là một chi nhện trong họ Thomisidae.